# Canon EOS M200
M100 -
Le Canon EOS M200 est un appareil photographique hybride grand public au format APS-C d'une définition de 24 mégapixels, fabriqué par Canon, annoncé le 25 septembre 2019.

## Caractéristiques
L'EOS M200 est une version modernisée du M100. Comme ce dernier, il est dépourvu de poignée en caoutchouc, de molettes de réglage et de griffe de flash, ainsi que de viseur électronique.
- Monture Canon EF-M
- Capteur CMOS APS-C (22,3 mm × 14,9 mm), identique à celui de l'EOS M100
- Définition : 24,2 millions de pixels
- ISO 100– 25600
- Autofocus CMOS Dual Pixel
- Écran tactile 3 pouces orientable de 1,04 million de points
- Vidéo 4K/UHD à 25 im./s
- Vidéo Full HD 1080p à 60, 50, 30 et 25 im./s
- Processeur DIGIC 8 comme sur l'EOS M50
- Connexions NFC, Bluetooth BLTE et Wi-Fi